# Конгрес на Коринтској превлаци
Конгрес на Коринтској превлаци одржан је 481. године пре нове ере за време Грчко-персијских ратова са циљем стварања заједничке политике против персијског цара Ксеркса.

## Увод
Даријев поход на Грчку завршен је неуспехом у бици код Маратона 490. п. н. е. Он, међутим, не одустаје од свог настојања да прошири границе царства на запад, већ започиње са припремама за нови, још већи поход. У томе су га спречили устанци у Египту и Вавилону који су избили непосредно пред његову смрт. Дарије умире 485. године п. н. е., а гушење устанака завршио је његов син и наследник Ксеркс. Поново успоставивши власт у царству, Ксеркс је наставио са припремама за рат са Грцима. Припреме су трајале три године. Против Грчке је опремљена највећа флота до тада виђена. Суочени са заједничком опасношћу, Грци су прекинули са свим међусобним сукобима и склопили заједнички савез против Персије.

## Конгрес
У ту сврху одржан је конгрес на коринтској превлаци. Спарта је председавала конгресом који је сазван ради решавања ратног сукоба између Атине и Егине коју је Атина оптужила да сарађује са Персијом. Тај сукоб решен је мировним споразумом. 
Јединство између Спарте и Атине било је много теже постићи. Спарта је инсистирала да врховна команда буде предата краљу Леониди што Атињани одлучно одбијају. Кандидатуру сиракушког тиранина Гелона одбила су оба полиса. На крају је склопљен компромис кога је предложио атински државник Темистокле. Атина је пристала да своју флоту стави под врховну команду спартанског адмирала. 
Темистокловим компромисом склопљен је савез између два најјача грчка полиса. Међутим, заплашени Ксерксовом огромном флотом, нису сви полиси пристали да уђу у савез. Неке је Ксеркс поткупио. Теба и Тесалија одбиле су да се супродставе Персијанцима, а Крета се прогласила неутралном. 